# Kabaré (fête)
Pour les articles homonymes, voir Kabaré.
Le kabaré est une fête traditionnelle et un élément important de la culture réunnionnaise. 
Le "kabaré" s'entend selon trois acceptions distinctes : occasion festive et musicale publique, cérémonie rendant hommage aux ancêtres afro-malgaches, un cadre mélodique précis. L'Île créole de l'océan Indien, La Réunion, s'est construite autour de la fête, qu'elle soit présentée comme religieuse ou non, et des pratiques auxquelles celle-ci donne cours : la musique, la danse, la nourriture... Le kabaré permet de mieux comprendre le fait culturel insulaire ainsi que son mode de fonctionnement à travers les époques et les couches socio-culturelles qui y eurent recours. 

## Étymologie
Le kabaré était autrefois synonyme de maloya pour Marie-Marthe Bazaline (dite "Madame Baba", 1917-2014) et d'autres personnes des environs de Saint-Louis et Saint-Pierre (communes connues pour leur ancrage dans le maloya tant historique que contemporain). 

Du fait de la complexité créole, faisceau constitué d'un entrelacs de faits culturels acquérant une nouvelle signification dans le contexte de la Plantation et des sociétés post-esclavagistes, il serait réducteur d'attribuer une origine strictement française ou malgache à ce terme. Robert Chaudenson y voit une collusion entre deux mots (le cabaret français et le kabary malgache) qui nous laisse face à un doute étymologique. Françoise Dumas- Champion évoque l’origine arabe de ce mot malgache (kabar = nouvelle et habary = discours) alors que dans la revue Carnets de l’exotisme (n°2 – « Routes malgaches »), R. Rajaspera range ce terme parmi les expressions intraduisibles en français (1990, pp. 31-40). On le retrouve pourtant anciennement attesté à La Réunion :  
« Du reste les réunions de Malgaches qu’on appelle kabars, ayant pour prétexte la mort d’un parent,… se résument à des discours très longs pour lesquels ils ont une très grande prédilection, à des libations encore plus longues (…) Les femmes qui n’ont pas fait d’abus de liqueurs fortes, ont généralement la voix juste et douce » (Maillard dans ses Notes sur l’île de la Réunion (Bourbon), Dentu éditeur, Paris, 1862, p.315-316). 
Les « chansons de cabaret », interprétées dans un lieu où l'on sert des boissons sur un plateau, un cabaret, sont pour leur part un « genre musical et littéraire bien défini et représenté dès le XVIIe siècle dans de nombreux recueils : Recueil de chansons pour danser et pour boire de Pierre Ballord (1627), Concert des enfants de Bacchus de Huppen (1627) » (Jean-Pierre La Selve, 1984, Musiques traditionnelles de la Réunion, Azalées éditions, Saint-Denis, 1984 : 25). « Quel beau bouquet de la marijolaine » et « Valets, valets, prêtez-moi vos fusils » sont deux de ces chants qui, popularisés par la troupe Viry-Lagarrigue, sont considérés, à tout le moins pour le second, comme des hymnes maloya.  

En classant le « bal maloya » ou la « fèt maloya » parmi les bals populaires, Robert Chaudenson livre un témoignage de première main sur les pratiques propres aux années 1970 et sur le sens que pouvait avoir le mot kabaré :  
« Un bal populaire est dit [bal doudou] ou [bal griyé] (...) Comme il a lieu le plus souvent dans la rue ou sur une place, on l’appelle également [bal goudron] [bal bitim], « bal de plein air » qui se distingue du « bal donné à l’intérieur d’une salle » [bal bobès] (...) Celui qui a lieu « au son des instruments locaux » est dit [bal maloya] [fèt maloya] ; on l’appelle également à Saint-Denis [bal kabaré] ; il n’y en a d’ailleurs plus dans cette ville ; mais il y a quelques années encore, dans les quartiers périphériques [kan], avaient lieu ces divertissements [bal kabaré] ou [dans kabaré] ; [kabaré] paraît s’appliquer à toute réunion où l’on dansait et chantait ; le terme est surtout urbain » (1974a : 121).
On ajoutera que dans l’Atlas linguistique et ethnographique de la Réunion, (tome 2, question 44503 et 44506), le "bal quadrille" était plutôt réservé aux Blancs et le « bal maloya » ou « bal kabaré » aux Noirs selon les personnes interrogées (question 44509). En 1963, Les Jokarys, groupe de séga dont les musiciens sont issus de la bourgeoisie dionysienne (de Saint-Denis), effectuent une tournée à l'île Maurice avec d’autres artistes réunionnais intitulée « Cabaret dans l’île ». Le terme "cabaret" apparaît également à plusieurs reprises dans leur discographie pour désigner une fête musicale.
Le terme pourrait également faire référence au "K barré", "Ꝃ" une lettre de la langue bretonne : qui abrège le mot ou le préfixe breton ker. Cette abréviation fut interdite par Paris pour écrire les noms bretons.

## Le "kabar"
Ainsi, le cabaret renvoie-t-il à une fête profane que donnent plusieurs couches sociales de l'île (sans pour autant s'y fréquenter). Plus récemment, depuis les années 1970-1980, le terme "kabar" (également attesté à l'île Maurice par la tradition orale, et dans l'archipel des Comores) [réf. insuffisante] lui a succédé à la suite de la "mise en l'air" de maloya réalisée par les militants culturels d'extrême gauche et indépendantistes (cf. Parti communiste réunionnais). C'est ce qu'expriment cette citation d'Axel Gauvin, écrivain du premier roman écrit en kréol réyoné : « kabaré (du mot malgache kabary : assemblée, qui a donné récemment le néologisme kabar : concert convivial, fez noz réunionnais) » ainsi que les propos de Patrice Treuthardt dans le livret du CD de poésie d'Alain Armand à propos de la fondation du groupe Ziskakan (dont tous deux furent des paroliers). Selon lui, le groupe était né pour :   
« invant in landroi, in kabar (le mo la èné minm tan) pou nou rod kisa nou lé, pou nou di kisa nou lé, pou nou réfléshi si nout péi, pou nou mont nout gayar, é somanké saminmminm lo pli féros : pou nou komann péi-la » (« pour inventer un espace de parole, un kabar (mot qui apparaît à ce moment-là) où chercher qui on est, pour dire qui on est, pour réfléchir sur notre pays, pour montrer notre détermination, et certainement ce qui était le plus féroce : pour en prendre les commandes »). 
Il inclut de la musique, de la danse, du chant, de la nourriture, des discours, parfois du moringue... Il est généralement fréquenté par une population principalement créole, sauf dans le cas des kabars touristiques [réf. insuffisante]. La musique qui s'y joue dépend beaucoup des percussions, et est surtout composée de maloya, bien que d'autres genres musicaux (notamment le séga) puissent y être représentés.    

## Le 20 Décembre
Le 20 décembre de chaque année (célébration de l'abolition de l'esclavage en 1848 à La Réunion), la Fête réunionnaise de la liberté, généralement appelée la fèt kaf ou 20 désanm, donne lieu à des servis kabaré, des commémorations en hommage aux ancêtres. 

## Lessèrvis kabaré
Les Réunionnais ont adopté les pratiques liées au culte des ancêtres, originellement attesté chez les groupes bantous et malgaches, qui constituent près de la moitié de la population. En effet, le servis kabaré trouve ses origines dans des cérémonies malgaches que les premiers esclaves de Madagascar ont emmenées avec eux à La Réunion. Cependant, comme l'indique le sociologue Yu-Sion Live, cette cérémonie a perdu son enracinement malgache et a aujourd'hui une originalité réunionnaise du fait du côtoiement des cultures malbare, comorienne, européenne, chinoise... Aussi, le service kabaré réunionnais a-t-il été influencé par le samblani hindou (cérémonie en l'honneur des ancêtres, ou sambirani ou sambrany), le boukan comorien et la religion catholique. Un cumul des religions s’est effectué parallèlement à la fusion des cultures autochtones aux valeurs diverses, et même si des tensions mutuelles persistent aujourd’hui, on observe un univers symbolique propre à l'île de la Réunion.   
Originellement, il s'agissait d'une cérémonie animiste dédiée aux esprits (zam) au cours de laquelle les vivants pouvaient converser avec leurs ancêtres. Selon Sudel Fuma, maître de conférence en histoire contemporaine à l'Université de La Réunion, « dans le contexte colonial, le kabaré assur[ait] la cohésion sociale, comme le faisait les assemblées d'anciens à Madagascar ».
Il semblerait que le servis kabar durait moins longtemps que les 24h du service moderne. Aussi loin que la tradition orale permet de remonter, la célébration se faisait le samedi. « Aujourd’hui, il faut l’autorisation du commissariat de police, car les soirées rassemblent jusqu’à un demi millier de personnes. »
Pour sa part, le "servis kabaré" est une coutume toujours vivace. C'est d'elle que relève tout ce qui a trait à la mort et au culte des morts dans ces familles métissées aux ascendances multiples. En se mettant à l'écoute du maloya joué lors de ces cultes au milieu des années 2000, Benjamin Lagarde a montré l'existence de deux traditions rituelles coexistant parmi les descendants réunionnais d'ancêtres africains et malgaches. Celle des sèrvis kabaré, plus présente dans l'ouest et le sud de l'île, se distingue de celle des sèrvis malgas active dans la région est.

## Le culte de possession
À la Réunion la possession est considérée comme une maladie surnaturelle. On distingue deux sources de la maladie selon qu'elle intervienne par cause naturelle ("maladie bon dieu"), ou par cause spirituelle pour la "maladie malice" ou "'z'ancêtre". En vue d'y remédier on  se réfère soit à la médecine occidentale, sinon à des devins-guérisseurs, bien que selon les cas individuels on puisse passer de l'une à l'autre pour guérir. Dans le deuxième cas, la maladie vise à être ritualisée lors de la cérémonie du servis kabaré.
Il s'agit d'un rite de remerciement procédant traditionnellement par un kabary (discours de remerciement), dont la fonction est substituée aujourd'hui par sa forme chantée, le maloya. À cette occasion, la musique et le rituel s'influencent mutuellement en vue de contrôler la transe, et par extension la danse des esprits (voir la page danse associée au maloya). On distingue la possession élective, quand l'esprit s'apparente à un ancêtre familial dont l'influence est héritée par le sang, de la possession maléfique, quand des actes de sorcellerie autour d'une malmort sont à l'œuvre et nécessitent un exorcisme. 

## Un modèle musical
Le kabaré désigne également un cadre mélodique qui en fait un élément constitutif majeur du maloya, tout particulièrement du sud (cf. Gramoun Bébé, Granmoun Baba, Gramoun Sello, Batis Kabaré). Rappelons que le père de Granmoun Lélé, chanteur qui a souvent recours à cette mélodie que l'on peut entendre dès "Palto do fé" premier morceau de son premier disque compact, venait de Saint-Louis. Plusieurs éléments indiquent une origine française créolisée à ces "chanté kabaré" ou ces "pleuré" servant de préludes au maloya proprement dit. On dit d'ailleurs de ces chants qu'ils ral, s’étirent, traînent faisant ainsi monter le sentiment du cœur jusqu’à la tête et à la bouche.
Romance : s’applique à des compositions datant « pour sûr de la compagnie des Indes » selon La Selve ainsi qu’au maloya chez Viry, Lagarrigue ou d’autres maloyér tels Waro pour désigner leurs compositions.